# Туров, Фёдор Дементьевич
Фёдор Дементьевич Туров (15.05.1910 — 02.02.1974) —  советский военнослужащий, участник Великой Отечественной войны, Герой Советского Союза, разведчик взвода разведки 955-го стрелкового полка, красноармеец. Герой Советского Союза.

## Биография
Родился 2 мая 1910 года в городе Усть-Каменогорск ныне Восточно-Казахстанской области Казахстана. Член ВКП(б)/КПСС с 1944 года. Окончил 4 класса. Работал старателем, начальником смены в пожарной охране города Усть-Каменогорск инспектором по противопожарной безопасности в тресте «Иртышгэстрой».
В Красной Армии в 1932—1935 и с 1941 года. На фронте в Великую Отечественную войну с августа 1941 года. В боях под Тулой осенью 1941 года был ранен. После излечения в госпитале — снова на фронте. Участвовал в боевых действиях на Воронежском направлении.
Разведчик взвода разведки 955-го стрелкового полка 309-й стрелковой дивизии 40-й армии Воронежского фронта красноармеец Туров в ночь на 22 сентября 1943 года в составе группы разведчиков в районе хутора Монастырёк под ураганным огнём противника преодолел Днепр. Он первым ворвался в траншею противника, гранатами забросал пулемётный расчёт, захватил пулемёт и открыл огонь по отступающим фашистам. При этом он лично уничтожил 27 солдат и одного офицера. На захваченном плацдарме участвовал в отражении трёх контратак противника. В рукопашной схватке Ф. Д. Туров уничтожил ещё десять вражеских солдат. Разведчики удерживали захваченные позиции до подхода основных сил.
Указом Президиума Верховного Совета СССР от 23 октября 1943 года за мужество, отвагу и героизм красноармейцу Турову Фёдору Дементьевичу присвоено звание Героя Советского Союза с вручением ордена Ленина и медали «Золотая Звезда».
На счету Фёдора Турова множество разведвылазок в тыл врага. Доставленные им пленные «языки» дали много ценной информации для нашего командования. Участвовал в освобождении Польши и Германии. 
В составе сводного полка 2-го Украинского фронта участвовал в Параде Победы на Красной площади 24 июня 1945 года.
В декабре 1945 года демобилизован. Жил на родине. Работал дежурным по электролизу на свинцово-цинковом комбинате в Усть-Каменогорске. С 1960 года — на пенсии. Умер 2 февраля 1974 года.
Награждён орденами Ленина, Красной Звезды, медалями. В 1986 году одной из улиц Усть-Каменогорска присвоено имя Ф. Д. Турова.